# Stanisław Ciesielczuk
Stanisław Ciesielczuk (ur. 3 czerwca 1906 r. w Hrubieszowie, zm. 26 listopada 1945 r. tamże) – polski poeta.

## Życiorys
Urodził się w rodzinie chłopskiej na rolniczym przedmieściu Hrubieszowa – Sławęcinie. Edukację rozpoczął w szkole rosyjskiej, następnie uczęszczał do prywatnej szkoły polskiej, a potem do gimnazjum. Zadebiutował jako redaktor szkolnego pisma literackiego „Pąkowie”.
W 1923 zdał maturę i rozpoczął studia polonistyczne na Uniwersytecie Warszawskim. W trakcie studiów dorabiał m.in. jako korektor w „Gazecie Warszawskiej” i „Ekspresie Wieczornym”. Spędzał wtedy czas zarówno w Warszawie, jak i Hrubieszowie – i tak było aż do rozpoczęcia II wojny światowej.
Od 1927 należał do grupy literackiej „Kwadryga”.
Od 1939 przebywał w Hrubieszowie, gdzie przeżył większą część okupacji hitlerowskiej. W marcu 1944 roku wrócił do Warszawy, gdzie zachorował na płuca i trafił do szpitala. Wypisał się z niego, gdy wybuchło powstanie warszawskie. Przeżył je, a po jego zakończeniu opuścił Warszawę i dotarł na Podhale. W 1945 wrócił do Hrubieszowa, gdzie w listopadzie tegoż roku zakończył żywot chory na gruźlicę.
Nazwisko poety nosi jedna z ulic w Hrubieszowie.

## Twórczość
Ciesielczuka inspirowali m.in. tacy twórcy jak: Charles Baudelaire, Arthur Rimbaud, Michaił Lermontow, Siergiej Jesienin, Fiodor Dostojewski, Adam Mickiewicz, Juliusz Słowacki, Bolesław Leśmian, Cyprian Kamil Norwid.
Ważne miejsce w twórczości Ciesielczuka zajmowała wieś. „[...] Ciesielczuk postrzegał wieś metafizycznie, przypisywał przyrodzie życie duchowe. Był również twórcą kosmicznym, często odwołującym się do motywów lotu i gwiazd. Sięgał ponadto do tradycji młodopolskiej, szczególnie do modernistycznych przeświadczeń katastroficznych i snów o potędze”.
W jego liryce można odnaleźć odniesienia filozoficzne. Pisał również erotyki.
- Chaty w obłokach[2], Warszawa 1927.
- Wieś pod księżycem, Warszawa 1928.
- Pies kosmosu, Warszawa 1929.
- Głazy i struny[3], Warszawa 1931.
- Pentaptyk lapidarny, Warszawa 1935.
- Teatr natury[4], Warszawa 1937.
- Poezje zebrane, przedmowa i oprac. S. Flukowski, wstęp S. Lichański, Warszawa 1965.
- Poezje wybrane, wybór i wstęp J. Ciesielczuk, Warszawa 1984.